# Pierre Caron (homme de lettres)
Pour les articles homonymes, voir Caron et Pierre Caron.
Pierre Caron est un journaliste, notaire, avocat, et homme de lettres québécois, né en 1944, auteur d'une trilogie historique, La Naissance d'une nation. 
Il est également l'auteur de Mon ami Simenon (VLB, 2003) et Ma singulière amitié avec Simenon (Édition RECTO-VERSO, 2015), deux recueils de souvenirs sur son amitié avec le grand auteur belge Georges Simenon.

## Romans
- Quatre mille heures d’agonie Québec-Amérique, [1978]
- La vraie vie de Tina Louise Libre Expression, [1980]
- Vadeboncœur Acropole, France [1983], Libre Expression, [1996].
- Marie-Godine Libre expression, [1994], Québec-Loisir, [1995].
- Les Aventuriers de la Nouvelle-France, Éditions Belfond, France [1996].
- Mon ami Simenon, VLB [2003]
- La Naissance d’une nation, trilogie romanesque -Thérèse, Marie, Émilienne, (VLB, Québec Loisirs et Éditions Anne Carrière, (France)  [2004-2007]) version trilogie intégrale aux Édition RECTO-VERSO [2013]  .
- Letendre et l'homme de rien, Éditions Fides, [2008], Édition RECTO-VERSO [2017]; finaliste 2009 du Prix Saint-Pacôme du roman policier
- Letendre et les âmes mortes, Éditions Fides [2010], Édition RECTO-VERSO [2017].
- Ma singulière amitié avec Simenon, Édition RECTO-VERSO [2015]
- Quelque chose est arrivé à Christiane, Édition RECTO-VERSO [2014]

## Documents
- Histoire Vivante de Québec et sa région (en collaboration avec Jacques Lacoursière) Édition de l'Homme, 2008
- Promenade dans Québec VLB 2008
- L'Âme de Québec (photos de Claudel Huot) Édition de l'Homme 2008
- Le Divorce sans avocat, Édition de l'Homme 2006
- Les Petites Créances, Édition de l'Homme 2004